# هایدوشامشون
هایدوشامشون (به مجاری: Hajdúsámson) در هایدو-بیهار در کشور مجارستان واقع شده است. جمعیت این شهر ۱۲٫۱۶۳ نفر است.